# تذبذب الأسعار
تذبذب الأسعار[بحاجة لمصدر] (بالإنجليزية: Price dispersion)‏ في علم الاقتصاد هو الفرق بين أعلى وأدنى سعر في السوق لسلعة ما مع الاحتفاظ بخصائص السلعة نفسها.
وعادة هذا التفاوت يجعل المستهلك إما أن يقوم بتكلفة البحث عن المنتج ومقارنة الأسعار أو أن يقوم بشراء المنتج من بائعي التجزئة الذين لهم سمعة جيدة بغض النظر عن السعر.
هذا التفاوت في السعر يحدث عندما يعرض عدد من التجار أسعار مختلفة لذات المنتج في سوق معين. فمثلا: أراد شخص شراء جهاز كمبيوتر محمول (لاب توب) بمواصفات معينه فقد يجد هذا المنتج في مكان معين بسعر أقل من سعر الوكيل لهذه الشركة فهو بذلك يكون قد حصل على سعرين مختلفين لذات المنتج.

## دراسات حول التذبذب
يلاحظ أن هذا التفاوت والتذبذب في الأسعار يخالف القاعدة العامة في مجال الاقتصاد وهو السعر الموحد (law of one price) فهناك دلائل وبراهين على أن التفاوت في السعر منتشر عالمياً، فتبين أحدث الدراسات في هذا المجال أن التفاوت في الأسعار برزت وبشكل ملحوظ في التجارة الألكترونية، وحتى في المنتجات البسيطة مثل: الكتب، والوسائل الترفيهية كالفيديو والألعاب..الخ.
وقد أثبتت الدراسات أيضا أن المستهلكين يقومون بشراء المنتجات ذات العلامات التجارية المعروفة حتى ولو كانت أسعارها مرتفعة لاعتبارات من بينها: الثقة بمنتجات العلامة التجارية أو لسمعتها الجيدة.
وبشكل عام يمكن القول بأن المواقع التجارية الأكثر زيارة والأكثر مبيعاً ليست المواقع التي تقدم أسعار منخفضة (2).

## الفرق بين التذبذب والتفريق
يختلف التذبذب في الأسعار (price dispersion)عن التمييز أو التفريق في الأسعار (price discrimination) الذي يعمد فيه تاجر معين إلى عرض ذات المنتج بأسعار متفاوتة على عدد من التجار في مناطق جغرافية مختلفة بينما التذبذب في الأسعار ماهو إلا الاختلاف على سعر السلعة نفسها بهذا لايكون للمستهلك معلومات واضحة فلا يعرف بالضبط من هو التاجر الذي يبيع بالسعر الأقل أو السعر المناسب له.

## العوامل المؤثرة
هناك عاملين مهمين لهما الأثر الكبير في تفاوت الأسعار وتذبذبها داخل السوق: هما الطلب على المنتج (Demand) والعرض على المنتج (Supply).

### الطلب على المنتج
هو الجانب الأول بالسوق والذي من خلاله يقوم المستهلك بشراء وطلب المنتجات المختلفة.
ومن أساسيات الطلب لكي يكون له فعالية داخل السوق الرغبة والاستطاعة من قبل المستهلك فرغبة المستهلك في شراء سلعة ما مع عدم قدرته على شرائها لن يؤدي لشرائها، ومن جانب اخر قدرة المستهلك على شراء السلعة مع عدم الرغبة في الحصول عليها لن يؤدي لوجود طلب فعال على السلعة لذا فإنه كلما ارتفع سعر السلعة كلما انخفضت الكمية التي يطلبها المستهلك (4).
فمثلاً: إذا كان سعر سلعة ما 10 ريالات كانت الكمية المطلوبة 100 وحده من السلعة وعندما يرتفع السعر إلى 20 ريالاً تنخفض الكمية إلى 50وحده من السلعة يعني ذلك أن العلاقة بين السعر والكمية المطلوبة هي علاقة عكسية.

### العرض على المنتج
هو الجانب الآخر من السوق حيث يقوم المٌنتج بإنتاج وبيع السلع والخدمات المختلفة وكلما انخفض السعر لسلعة ما كلما انخفضت الكمية التي يعرضها المٌنتج فسعر السلعة هو العامل الوحيد الذي يحدد الكمية المعروضة من السلعة وبالتالي، فإن تغير السعر سيعمل على تغييرإنتاج السلع لذا فإنه يعمل على تغيير الكمية المعروضة وستكون العلاقة والتغير تغيراً طردياً (4).
وخلاصة القول، هذا التفاوت والاختلاف في الأسعار ناتج وبشكل واضح من قبل شركات الإنتاج ومدى التنافس الكبير بينها لذا على المستهلك في جميع الحالات أن يكون واعياً ومدركاً لهذا التنافس واختيار الأفضل بما يحقق رغباته وبنفس الوقت يحصل على المنتج الذي يريده وبالسعر المناسب له.